# Killer Instinct (computerspel uit 1994)
Killer Instinct is een vechtspel gemaakt door Rare en Nintendo. Het werd oorspronkelijk uitgebracht in arcadehallen in 1994, waarna het volgende jaar een SNES-versie volgde. De SNES-versie kwam samen met Killer Cuts, een audio-cd met muziek uit het spel. De cd werd later apart verkocht via de Nintendo Power-catalogus.
Killer Instinct werd ontwikkeld op krachtige Silicon Graphics-computers en 3D-software van Alias. Killer Instinct werd gezien als grafisch leider toen het werd uitgebracht. Het bevatte bewegende achtergronden die van tevoren gerenderd waren en complex-geanimeerde personages. Deze techniek zorgen voor een driedimensionale uitstraling die ongekend was in die tijd. Bovendien zag het er stukken beter uit dan wat in die tijd met realtime driedimensionale rendering mogelijk was. Bram Stoker's Dracula voor de Sega Mega-CD gebruikte later dezelfde techniek. Killer Instinct was ook het eerste arcadespel met een interne harde schijf.
Het spel werd later uitgebracht voor de Game Boy en op de Xbox One onder de naam Killer Instinct Classic. Het spel kreeg ook een vervolg met de naam Killer Instinct 2 (bekend als Killer Instinct Gold voor de Nintendo 64).

## Het spel
Killer Instincts basisaanvallen en algemene gameplay bestaan uit een driekrachten-systeem (Snel, Gemiddeld, Krachtig) zoals in Street Fighter II. Het unieke deel van Killer Instinct bestaat uit het gestructureerde en complexe combosysteem. In veel andere vechtspellen bestaan combo's simpelweg uit een aantal standaardaanvallen die na elkaar worden uitgevoerd. In Killer Instinct echter zorgt een combo ervoor dat een nieuw stel regels in werking wordt gezet.
Na een succesvolle aanval bekend als opener drukt de speler op een bepaalde knop tijdens de aanvalsanimatie. Dit resulteert in een aanval van twee of drie hits welke bekendstaat als auto-dubbel en zet het combosysteem in werking. Vanaf hier kan de speler diverse delen van de combo aan elkaar schakelen door op de bijbehorende knoppen te drukken. Het combosysteem eindigt wanneer de combo wordt voltooid, door de speler wordt afgebroken (door simpelweg geen knoppen in te drukken) of doordat de andere speler de combo "breekt". Op dit punt keert het spel terug naar de normale spelregels.
Visueel gezien is er niks anders aan de combo-modus en de normale modus.
De gevechten bestaan uit twee of drie ronden zoals in de meeste vechtspellen. De wisseling in ronden is echter veel organischer dan in de meeste spellen. Wanneer een ronde verloren wordt staat de verslagen speler op en krijgt zijn tweede levensbalk. De tegenstander gaat verder met de levensbalk van de vorige ronde. In de meeste andere spellen start de tweede (of derde) ronde vanuit het midden van het speelveld en hebben beide spelers een volle levensbalk. De spelers starten vanaf hun positie zodra Ready op het scherm verschijnt. Als de tegenstanders te dicht bij elkaar staan aan het einde van een ronde lopen ze automatisch iets naar achter.
Wanneer een speler de levensbalk van de tegenstander volledig leeg maakt is het mogelijk een Danger-beweging te maken (vergelijkbaar met fatalities in de Mortal Kombat-serie). De winnende speler kan de verliezer ook laten dansen, wat bekendstaat als een humiliation (vernedering; vergelijkbaar met de friendships uit Mortal Kombat II).

## Verhaal
Ultratech is een machtig bedrijf dat een toernooi organiseert genaamd Killer Instinct. Samen met gewone deelnemers doen ook experimenten van Ultratech mee aan het toernooi. Ultratech ontdekt de technologie om bruggen te maken tussen dimensies en bevrijdt een tweekoppig monster genaamd Eyedol uit een gevangenis in een andere dimensie.

## Personages
Het spel bevat tien personages, te weten:

### Black Orchid
Black Orchid werd door Ultratech ingehuurd als secretaresse, maar is eigenlijk een spion die werkt voor een onbekende partij. Ze is beroemd vanwege haar eindbeweging waar ze haar blouse opendoet waardoor de ogen van de tegenstander uit zijn hoofd komen. In het geval ze tegen een andere Orchid vecht kruist deze simpelweg haar armen. Black Orchid wordt in de SNES-versie Orchid genoemd.

### Cinder
Cinder is een crimineel die eerder zou worden vrijgelaten door Ultratech als hij meedeed aan onderzoek naar chemische wapens. Als gevolg van een ongeluk bestaat zijn hele lichaam uit vlammen. Er is beloofd dat hij naar zijn oorspronkelijke vorm terug kan keren als hij Glacius kan verslaan. In het begin van de ontwikkeling van het spel werd Cinder Meltdown genoemd.

### Fulgore
Fulgore is een cyborg, deel van een cybernetisch project van Ultratech. Fulgore deed aan het toernooi mee om zijn vechtmogelijkheden te testen. Als hij daarin succesvol zou zijn zou Fulgore in massaproductie gaan. Fulgore verschijnt in veel van de promotie voor het spel.

### Glacius
Glacius is een buitenaards wezen, gevangen door Ultratech. Als hij het toernooi zou winnen zou hij bevrijd worden. Zijn lichaam bestaat uit vloeibaar ijs, en hij heeft de mogelijkheid om van vorm te veranderen.

### Jago
Jago is een Tibetaanse monnik. Het verslaan van Ultratech ziet hij als zijn lot. Hij wordt beschouwd als Killer Instincts versie van Street Fighters Ryu.

### Riptor
Riptor is een genetisch gemodificeerde velociraptor-mens hybride, ontwikkeld als prototype door Ultratech. Ook voor Riptor dient het toernooi om zijn moordmogelijkheden te testen. Hij is intelligent en zeer dodelijk.

### Sabrewulf
Graaf Von Sabrewulf werd getroffen door lycantropie en hem wordt een medicijn beloofd door Ultratech als hij het toernooi wint. Sabrewulf is een semi-cameo van Sabre Man, bekend uit Rares spel Sabre Wulf uit 1984. Sabrewulfs 'thuislevel' is het kasteel dat hij geërfd heeft.

### Spinal
Spinal is een slaaf van Ultratech. Hij is het product van celregenerering, een levend skelet van een oude krijger. Hij lijkt puur voor de lol te vechten. Hij draagt een zwaard en schild en heeft de mogelijkheid om te teleporteren. Tijdens combo's kan hij tevens veranderen in een zwart-wit-versie van zijn tegenstander. Om bepaalde acties uit te voeren moet hij energie verzamelen (weergegeven door schedels onder zijn levensbalk in de SNES-versie en door zwevende schedels om zichzelf in de arcade-versie), door energie op te vangen van bepaalde acties van zijn tegenstander of door combo breakers uit te voeren. Hoewel deze aanvallen extra energie vereisen zijn ze niet sterker dan andere speciale aanvallen. Hij kan vijf van deze schedels verzamelen. Spinal was een ode aan de film Jason and the Argonauts.

### T.J. Combo
T.J. is een voormalig zwaargewicht bokskampioen. Zijn titel werd hem ontnomen omdat hij vaak erg gewelddadig deed naar zijn tegenstanders, en omdat hij cybernetisch versterkte armen heeft. Ultratech belooft hem zijn titel terug als hij het toernooi wint.

### Thunder
Thunder is een Indiaans stamhoofd en draagt tomahawks. Hij doet mee aan het toernooi om er achter te komen wat er met zijn broer Eagle is gebeurd in het toernooi van een jaar eerder.

### Eyedol
Eyedol is een dubbelkoppige, oude, mystieke krijgsheer die in een interdimensionale gevangenis in een ver verleden was opgesloten. Ultratech bevrijdde hem om de laatste tegenstander in het toernooi te zijn. In Killer Instinct 2 wordt duidelijk dat de persoon waar Eyedol mee opgesloten was, Gargos is, de laatste baas in dat spel.

## Versieverschillen
- De graphics van de SNES-versie verschillen aanzienlijk van de arcadeversie vanwege het mindere geheugen.
- In de eerste arcadeversie heetten de 'Danger moves' 'No Mercy'. Dit werd voor alle latere arcadeversies en de SNES-versie veranderd.
- Cinder werd in de eerste versie Meltdown genoemd.
- Sommige oudere arcadeversies bevatten een fout waardoor Fulgore veel kleiner werd na teleporteren.
- In de latere versies van het spel moet men Cinder selecteren en een aantal knoppen indrukken om als Eyedol te spelen, in de oudere versies moest dit met Riptor.
- In oudere arcadeversies zat een fout waardoor na Orchids kikker-beweging de tegenstander terug kon komen, waarna Orchid nog een extra combo kon doen.
- De Game Boy versie gebruikt minder aanvalsknoppen, heeft geen Cinder en Riptor, en mist een aantal andere aspecten van het spel.